# Slobodan Momčilović
Slobodan Momčilović Moka (1942. – 7. kolovoza 1985.) hrvatski glazbenik. Bio je osnivač, tekstopisac i prvi bubnjar sastava Novi fosili. 
Nakon okupljanja druge postave sastava 1976., Momčilović kupuje klavijature Rajku Dujmiću i potiče njegovu buduću skladateljsku karijeru. Nakon odlaska pjevačice Đurđice Barlović iz sastava, na njegov poziv sastavu se pridružila Sanja Doležal.
Nakon smrti, na mjestu bubnjara u Novim fosilima zamijenio ga je Nenad Šarić.